# Nicolás Sánchez-Albornoz
Nicolás Sánchez-Albornoz y Aboín (Madrid, 11 de febrero de 1926) es un historiador y profesor universitario español. 

## Biografía
Hijo del historiador y político Claudio Sánchez-Albornoz, que se había exiliado tras la Guerra Civil. Nicolás permaneció en Madrid y participó, siendo estudiante, en un intento de reconstrucción clandestina de la FUE. En 1947 fue detenido y condenado a trabajos forzados por la dictadura franquista. Junto a Manuel Lamana escapó del Valle de los Caídos en 1948 con la ayuda del antropólogo Paco Benet, la escritora Barbara Probst Solomon y Barbara Mailer, hermana de Norman Mailer, historia que se relata en la novela Otros hombres, de Manuel Lamana, y en la película basada en dicha novela Los años bárbaros, de Fernando Colomo. 
Permaneció exiliado en Argentina durante décadas y desarrolló allí la primera parte de su carrera académica e investigadora. Tras iniciarse la dictadura militar de Juan Carlos Onganía, se trasladó a Estados Unidos, donde trabajó como profesor en la New York University, llegando a ser catedrático de la institución. A comienzos de los años noventa regresó a España. En 1991 se convirtió en el primer director del Instituto Cervantes, cargo que ocupó hasta 1996. Es miembro correspondiente de la Real Academia de la Historia desde 1991.
A lo largo de su destacada trayectoria historiográfica, se ha dedicado a la historia económica, la demografía histórica y la historia de América Latina, desde un enfoque próximo al cuantitativismo y la historia social. Desde mediados de los años sesenta, publicó numerosos trabajos científicos en revistas como Moneda y Crédito, Revista de Occidente, Cuadernos Hispanoamericanos o Journal of European Economic History y desde los setenta colaboró con el Servicio de Estudios del Banco de España, que publicó varios de sus trabajos sobre la formación de los precios agrícolas en la segunda mitad del siglo XIX.

## Obras
- Una penetración neolítica en Tierra de Fuego (1958)
- La población de América Latina, desde los tiempos precolombinos al año 2000 (1973).
- The Population of Latin America: a history (1974).
- Los precios agrícolas durante la segunda mitad del siglo XIX (1975).
- Jalones en la modernización de España (1975).
- Los precios del vino en España, 1861-1890 (2 volúmenes, 1979).
- Madrid ante la Castilla agraria en el siglo XIX (1983).
- Dependencia dinámica entre precios agrícolas: el trigo en España, 1857-1890 (1983).
- Población y mano de obra en América Latina (compilador, 1985).
- Historia económica de América Latina (con Guillermo Céspedes del Castillo y Pedro Carrasco, 1985).
- La modernización económica de España (coordinador, 1985).
- España hace un siglo: una economía dual (1988).
- El destierro español en América Latina: un trasvase cultural (compilador, 1991).
- Ávila, 1751: según las respuestas generales del Catastro de Ensenada (con Maite Martín, 1993).
- La población de América Latina, desde los tiempos precolombinos al año 2025 (1994).
- Españoles hacia América: la emigración en masa, 1880-1930 (compilador, 1995).
- Rumbo a América: gentes, ideas y lengua (2006).
- Cárceles y exilios (2012).
- Historia mínima de la población de América Latina desde los tiempos precolombinos al año 2025 (2014).
- Trabajo y migración indígenas en los Andes coloniales (2020).